# Elisabetta di Bosnia
Elisabetta di Bosnia (1340 – Novegradi, 1387) è stata regina consorte del re d'Ungheria e di Polonia e reggente del trono d'Ungheria.

## Biografia
Fu la seconda consorte del re Luigi I d'Ungheria e di Polonia.
Figlia di Stefano II di Bosnia e di Sirmia capofamiglia della casata dei Kotromanić e pretendente al trono di Serbia, mentre sua madre era Elisabetta di Kujavia, bisnipote di Ladislao I di Polonia.
Elisabetta di Polonia, madre del sovrano d'Ungheria, aveva saputo che Stefano II aveva una figlia minore di nome Elisabetta (Jelisaveta), insistendo con il sovrano per averla con sé alla Corte ungherese. Dopo diversi tentennamenti, Stefano II accettò di inviare sua figlia e dopo tre anni di soggiorno a corte ella si innamorò di Luigi I d'Ungheria.
Subito la regina madre organizzò le nozze invitando a corte Stefano II. La precedente regina di Polonia, una principessa polacca, era morta senza lasciare eredi. Ma il sovrano bosniaco era troppo malato per poter viaggiare e raggiungere sua figlia per le nozze. Il 20 giugno 1353 Elisabetta si sposò con Luigi I di Polonia ottenendo un considerevole vantaggio diplomatico per suo padre.
Tuttavia emerse successivamente che i due sposi avevano una parentela di quarto grado, proveniente da un comune antenato, un duca di Cuiavia, così che la Chiesa cattolica si oppose al matrimonio ed alcuni ecclesiastici arrivarono persino a minacciare una scomunica. Tuttavia lo stesso Papa Innocenzo VI inviò al vescovo di Zagabria una dispensa per i due sposi.
Elisabetta ebbe tre figli, uno dei quali morì subito dopo la nascita, gli altri due furono:
- Maria d'Ungheria
- Edvige di Polonia

La figlia maggiore, Maria, fu designata a diventare l'erede al trono di Polonia e d'Ungheria. Suo padre Luigi combinò un matrimonio sia per Maria che per Edvige. Maria venne data in moglie a Sigismondo di Lussemburgo, erede della casata polacca dei Kujavi e membro della casata reale boema.
Edvige era stata promessa a Guglielmo d'Asburgo ma quando Sigismondo venne cacciato dalla Polonia nel 1381 divenne la nuova sovrana polacca con il titolo di Edvige di Polonia e si unì in matrimonio con Jogaila di Lituania secondo quanto stabilito dall'Unione di Krewo del 14 agosto 1385.
Maria nel frattempo divenne sovrana d'Ungheria nel 1382 dopo la morte del padre. Su richiesta della stessa Maria, sua madre Elisabetta divenne reggente del regno dal 1382. I polacchi non apprezzarono che fosse Elisabetta la reggente del loro trono e presto si ribellarono.
In Ungheria Elisabetta trovò sostegno nel conte Palatino di Miklós Garai, Nicola I Gorjanski Stariji.
Ad Elisabetta si opposero Sigismondo del Lussemburgo, il suo potente fratello Venceslao IV di Boemia ed altri nobili ungheresi.
Alcuni nobili ungheresi riuscirono a sostenere l'elezione al trono d'Ungheria di Carlo di Durazzo re di Napoli nel 1385, che venne però fatto assassinare nel 1386 dal Elisabetta e i suoi sostenitori. L'erede al trono di Carlo era il suo figlio ancora infante Ladislao di Napoli che trascorse tutta la vita nel vano tentativo di reclamare la sua reggenza al trono d'Ungheria.
I magnati polacchi, che erano sempre stati contrari all'unione del trono di Polonia con quello d'Ungheria, scelsero come loro sovrana Edvige di Polonia nel 1384. Due anni dopo Edvige fu costretta ad abbandonare l'Ungheria per regnare in Polonia.
Elisabetta di Bosnia e sua figlia Maria vennero catturate entrambi nel 1386 dai potenti fratelli Horvath, probabilmente per opera di Sigismondo del Lussemburgo. Nel primo anniversario della morte di Carlo II, Elisabetta di Bosnia venne strangolata davanti agli occhi di sua figlia Maria che accusò suo marito Sigismondo di aver pianificato il rapimento e l'esecuzione di sua madre.
Maria successivamente venne liberata dalla prigionia dalle truppe di suo zio Trvtko I di Bosnia (cugino e fratello adottivo di sua madre Elisabetta) e dalla nobile casata croata dei Frangipane.
Entrambe le figlie di Elisabetta di Bosnia non riuscirono ad avere eredi, per cui la casata dei Kotroman si estinse con la morte di Edvige nel 1399.